# Idiopyrgus meriadoci
Idiopyrgus meriadoci (лат.) — реликтовый вид брюхоногих моллюсков рода Idiopyrgus из семейства Tomichiidae отряда Littorinimorpha (Ценогастроподы). Обнаружен в пещерах Бразилии.
Вид назван в честь персонажа Мериадока из трилогии «Властелин колец» Толкиена.

## Этимология
Видовое название дано в честь Мериадока «Мерри» Брендибака, одного из главных персонажей трилогии «Властелин колец» Джона Р. Р. Толкиена, который «вместе с Эовин противостоял королю-колдуну в битве на Пеленнорских полях, он также является примером борьбы за сохранение природы в Средиземье, подтолкнув энтов к действиям и в конечном итоге покончив с угрозой Сарумана для Фангорнского леса» и это соответствует выживанию реликтового вида моллюска в пещерных условиях и необходимости его охраны.

## Распространение и экология
Бразилия, штат Баия, муниципалитет Кариньянья, карстовая пещера Gruna do Pedro Cassiano («Pedro Cassiano Cave»), 13°47’48.0"S, 43°54’50.0"W. Вид известен только из типового местонахождения.
Пещера Груна-ду-Педру-Кассиано, где были обнаружены улитки, представляет собой хрупкую экосистему, которой угрожают добыча воды, вырубка лесов и изменение климата. В связи с ограниченным ареалом обитания вида и экологическими угрозами для его подземной экосистемы авторы рекомендуют отнести его к уязвимым (vulnerable по МСОП). Полученные данные подчеркивают важность защиты подземного биоразнообразия Бразилии и вызывают опасения по поводу воздействия человеческой деятельности на эти хрупкие экосистемы.

## Описание
Мелкие улитки. Раковина коническая из 4½—4¾ витков, 2,8—2,9 мм высотой, 1.,6—1,8 мм шириной. Цвет от бледно-желтого до белого; раковина полностью полупрозрачная. Телеоконх скульптурирован многочисленными спиральными рядами мелких вертикальных пустул, расположенных примерно эквидистантно друг от друга, которые не образуют колючих перистракальных волосков. Апертура овальная, адапически и абапически угловатая. Idiopyrgus meriadoci и Idiopyrgus eowynae это первые наземные виды (подземные, или пещерные) из рода Idiopyrgus, чьи представители ранее были известны как обитатели пресноводных водоемов.